# جوزيت سيمون
جوزيت سيمون (بالإنجليزية: Josette Simon)‏ هي ممثلة بريطانية، ولدت في 15 نوفمبر 1960 بليستر في المملكة المتحدة.

## وصلات خارجية
- جوزيت سيمون على موقع IMDb (الإنجليزية)
- جوزيت سيمون على موقع ألو سيني (الفرنسية)
- جوزيت سيمون على موقع أول موفي (الإنجليزية)
- جوزيت سيمون على موقع قاعدة بيانات الأفلام السويدية (السويدية)
- جوزيت سيمون على موقع قاعدة بيانات الفيلم (الإنجليزية)
- جوزيت سيمون على موقع كينوبويسك (الروسية)